# Bobrinskis hästspringråtta
Bobrinskis hästspringråtta (Allactodipus bobrinskii) är en däggdjursart som beskrevs av Kolesnikov 1937. Bobrinskis hästspringråtta anses i allmänhet vara ensam i släktet Allactodipus, men räknas ibland i stället till släktet hästspringråttor. I vilket fall hör den till familjen hoppmöss. Inga underarter finns listade.

## Utseende
Arten når en kroppslängd av 11 eller 12 cm och en svanslängd av cirka 17 cm. Bakfötterna är liksom hos andra springråttor med nästan 6 cm längd påfallande stora. Håren på ovansidan är gulbrun med mörkare eller gråa spetsar. På huvudet finns vita fläckar och även buken är vit. Bobrinskis hästspringråtta skiljer sig från andra hästspringråttor genom styva hår på undersidan av de tre mellersta tårna vid bakfoten. Dessutom finns differenser i skallens konstruktion.
Den långa smala svansen har en tofs vid slutet. Vikten ligger vid 65 gram.

## Utbredning
Denna springråtta förekommer i centrala Asien i Kazakstan öster om resterna av Aralsjön (enligt IUCN:s karta) samt med några från varandra skilda populationer i Uzbekistan och Turkmenistan. Habitatet utgörs av öknar med lera som jordmån och med några glest fördelade växter.

## Ekologi
Vid matbrist går individerna i ide - vanligen mellan april och juni samt mellan september och oktober. Födan utgörs av gröna växtdelar och några frön. Under våren äter Bobrinskis hästspringråtta ganska många insekter. Honor kan ha tre kullar per år med upp till 8 ungar men 3 eller 4 ungar är vanligare.
Individerna har enkla bon som används bara en eller några dagar och mera komplexa bon som används längre tider. Bobrinskis hästspringråtta är nattaktiv. För övrigt antas att levnadssättet motsvarar de andra hästspringråttornas beteende.

## Hot
För beståndet är inga hot kända. En studie i öknen Kyzylkum hittade 1995 på en vandringssträcka fyra till fem exemplar per kilometer. IUCN kategoriserar arten globalt som livskraftig.